# Джордан Лотомба
Джордан Лотомба (нім. Jordan Lotomba; 29 вересня 1998) — швейцарський футболіст конголезького походження, захисник клубу «Ніцца».

## Клубна кар'єра
Незважаючи на те, що батьки Лотомба — конголезці, він народився вже у Швейцарії. Є вихованцем «Лозанни». Дебютував за «Лозанну» у поєдинку Челлендж-Ліги 30 травня 2015 року проти «Віля».
У сезоні 2015/2016 став активно залучатися до основної команди, зіграв у 15 зустрічах, 8 з них починав в основі. Допоміг команді виграти другий дивізіон і піднятися в Суперлігу. 24 липня 2016 року дебютував у елітному дивізіоні Швейцарії в поєдинку проти «Грассгоппера», вийшовши у стартовому складі і будучи заміненим на 87-ій хвилині.
Влітку 2017 року перейшов у «Янг Бойз». Дебютував за команду 26 липня в матчі третього кваліфікаційного раунду Ліги чемпіонів проти «Динамо» (Київ) (1:3), вийшовши на заміну на 76 хвилині замість Лоріса Беніто. Він був частиною команди, яка виграла швейцарську Суперлігу 2017/18, їхній титул чемпіона за останні 32 роки. А наступного року виграв з командою ще одне чемпіонство.
3 серпня 2020 року Лотомба підписав контракт з французьким клубом Ліги 1 «Ніцца» і зіграв свій перший матч за команду в чемпіонаті 23 серпня 2020 року проти «Ланса» (2:1), вийшовши разом зі своїм співвітчизником Даном Ндоє, який також проводив свій перший матч за клуб.

## Кар'єра в збірній
Викликався в збірну Швейцарії до 19 років. Дебютував у ній 25 березня 2016 року в поєдинку проти однолітків із Туреччини.
З наступного року став виступати за молодіжну збірну. З молодіжною командою поїхав на молодіжний чемпіонат Європи 2021 року в Угорщині та Словенії,
7 жовтня 2020 року дебютував за національну збірну в товариському матчі проти збірної Хорватії (1:2).

## Титули і досягнення
- Чемпіон Швейцарії (2):

«Янг Бойз»: 2017-18, 2018-19